# Kalininer Front
Die Kalininer Front (russisch Калининский фронт) war eine militärische Formation der Roten Armee während des Zweiten Weltkriegs. Sie wurde nach dem deutschen Überfall auf die Sowjetunion auf Weisung der Stawka am 17. Oktober 1941 aus dem rechten Flügel der Westfront mit der 22., 29. und 30. Armee gebildet. Am 10. Oktober 1943 wurde die Front in 1. Baltische Front umbenannt.

## Kalininer Front

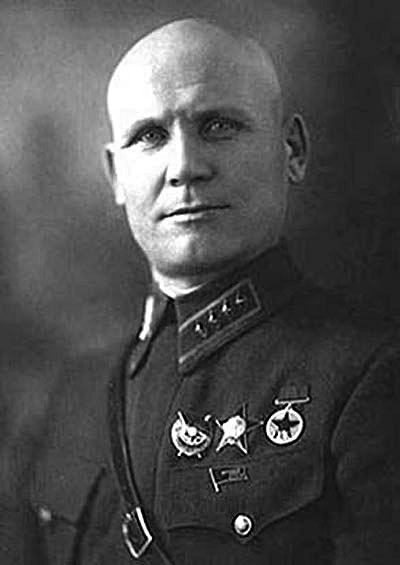
Generaloberst I.S. Konew

Am 2. Oktober 1941 begann die deutsche Heeresgruppe Mitte die Schlacht um Moskau, wobei sie große Teile der sowjetischen Westfront (Generaloberst I.S. Konew) und Reservefront (Marschall der Sowjetunion S.M. Budjonny) einkreiste und aufrieb (→ Doppelschlacht bei Wjasma und Brjansk). Um die Verteidigung zu reorganisieren, wurde die Reservefront zusammen mit den Reserven der Westfront angegliedert (10. Oktober) und am 12. Oktober Armeegeneral G.K. Schukow unterstellt. Der seines Postens enthobene Gen.Ost. Konew blieb zunächst Schukows Stellvertreter, bevor dieser ihn nach Kalinin entsandte. Der Ort lag abseits des Hauptoperationsgebietes, sodass Schukow dort eine „Zweigstelle“ des Frontkommandos einrichten wollte.
Als die Wehrmacht am 14. Oktober Kalinin eingenommen hatte, wurden die sowjetischen Truppen der Westfront in diesem Raum, die 22., 29. und 30. Armee sowie die Gruppe Watutin, am 17. Oktober dem einheitlichen Kommando Konews unterstellt. Stabschef wurde I.I. Iwanow und Mitglied des Kriegsrates der Korpskommissar D.S. Leonow. Den Stab hatte die eben erst aufgestellte 10. Armee abgeben müssen. Eine zusätzliche Verstärkung erhielt die Front durch die Zuführung von 5 Schützendivisionen der Nordwestfront und aus Reserven der Stawka. Damit war die Kalininer Front gebildet worden und die genannten Armeen schieden damit aus dem Bestand der Westfront aus. Am 23. Oktober trat auch die 31. Armee unter das Kommando der Kalininer Front über. Auftrag der Front sollte die Rückeroberung von Kalinin sein, was im weiteren Verlauf der Schlacht um Moskau am 16. Dezember 1941 gelang.

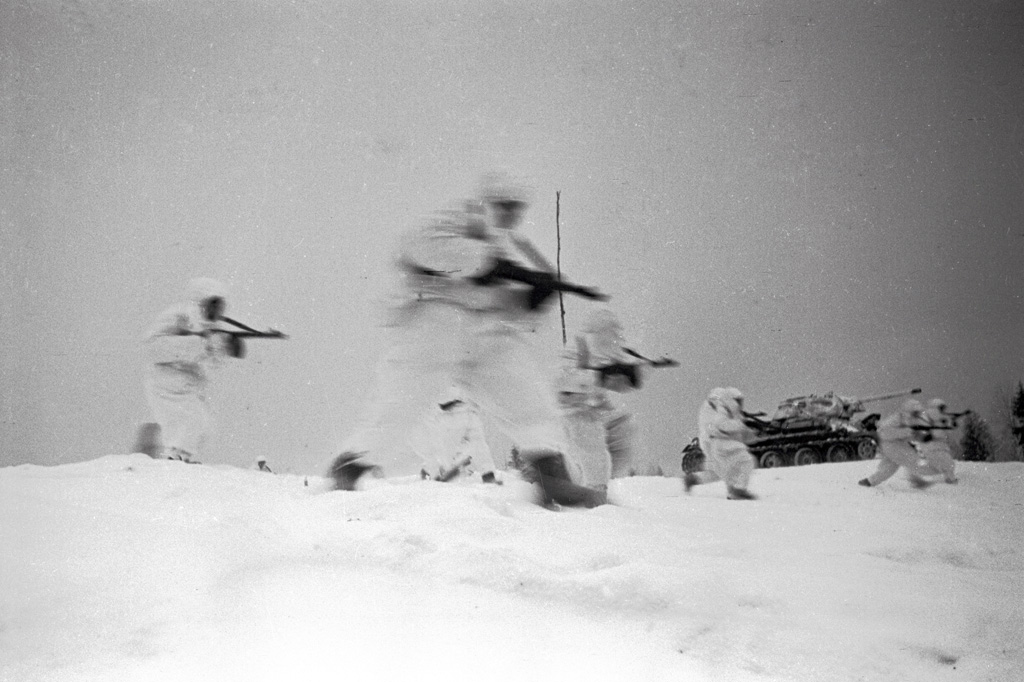
Truppen der Kalininer Front im Angriff, Februar 1942

Die Front war Ende 1941/Anfang 1942 zusammen mit den Truppen der Westfront an der Schlacht von Rschew und an der Kalininer Operation beteiligt, wo am 16. Dezember die Rückeroberung von Kalinin erreicht werden konnte. In der Rschew-Sytschowka Operation (30. Juli bis 1. Oktober 1942) sollten die Truppen die Rückeroberung von Rschew und Subzow erreichen. Die 30. Armee stieß am Stadtrand von Polunino auf starken Widerstand. Vom 7. bis 10. August fand am Rande der Flüsse Wasusa und Gschat schwere Kämpfe statt, auf welcher von beiden Seiten bis zu 1.500 Panzer eingesetzt wurden. Aufgrund der Erfolge der Westfront konnte sich auch die 30. und 29. Armee in der zweiten Augusthälfte näher an Rschew heranschieben. Am 23. August befreiten die Truppen der 31. Armee mit Hilfe der 29. Armee Subzow und die Truppen der 20. Armee den Ort Karmanowo. Im November 1942 beteiligten sich die Fronttruppen auch an der (Operation Mars), erreichten aber nirgends die Angriffsziele, erfolgreicher schlug sich gleichzeitig die rechte Flügel der Front in der Schlacht von Welikije Luki. Dazu wurde die 3. Stoßarmee der Kalinin-Front unterstellt, die am 24. November die 3. Panzerarmee bei Welikije Luki angriff. Am nächsten Tag stürmten Einheiten der Kalininer Front und die Westfront die deutschen Stellungen im ganzen Abschnitt Rschew. An der Offensive waren die 41., 22., 39., 31., 20. und die 29. Armee beider Fronten beteiligt.
Im zweiten Halbjahr 1943 war die Front an der Smolensker Operation beteiligt. Am 20. Oktober 1943 wurde sie in 1. Baltische Front umbenannt.

## 1. Baltische Front

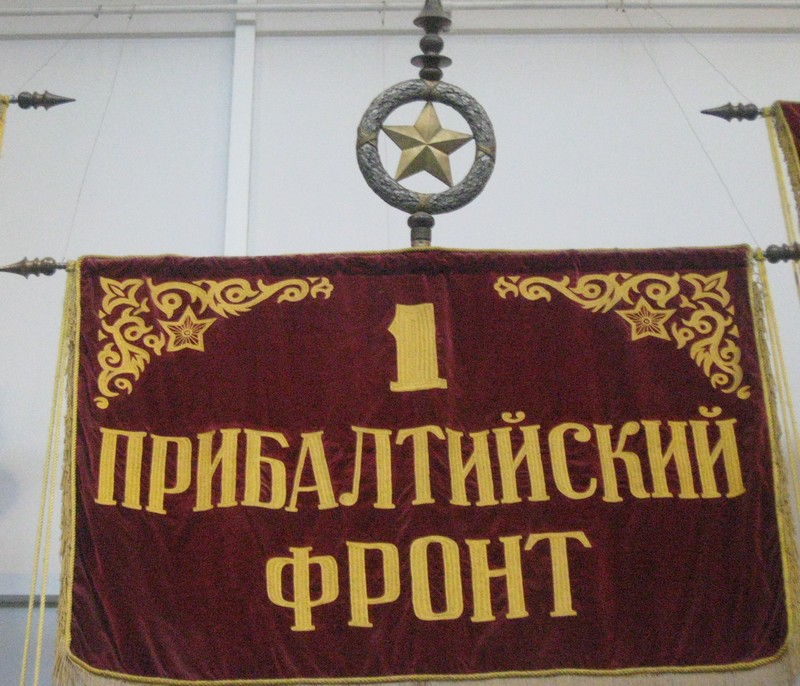

Die Truppen der 1. Baltische Front rückten ab 24. Dezember 1943 unter Führung des Armeegeneral Howhannes Baghramjan während der Neweler Offensive südlich dieser Stadt etwa 80 km vor, eroberten Gorodok und unterbrachen die Eisenbahnlinie zwischen Witebsk und Polozk. Die Fronttruppen waren im Sommer 1944 maßgeblich am Erfolg der Operation Bagration beteiligt. Nach dem sowjetischen Plan sollte die Front die nördliche Flanke gegen die Heeresgruppe Nord sichern. Gemeinsam mit der 3. Weißrussischen Front gingen die 4. Stoßarmee, die 6. Gardearmee, die 43. und 39. Armee am 22. Juni 1944 in Richtung Witebsk vor, um die Stadt großräumig einzukreisen, was auch gelang. Das deutsche LIII. Armeekorps, das Witebsk verteidigen sollte, wurde im Laufe der Kämpfe nahezu vollständig vernichtet.
Im Herbst 1944 nahm die Front an der Baltischen Operation teil. Teile der Front belagerten im Winter 1944/45 Memel, während andere an den Kurland-Schlachten teilnahmen. Am 24. Februar 1945 wurde die Front aufgelöst; der größte Teil der unterstellten Verbände wurde als Samland-Gruppe der Streitkräfte dem Kommando der 3. Weißrussischen Front unterstellt, der Rest auf andere Fronten verteilt.

## Frontkommando

### Kalininer Front
- Generaloberst Iwan Stepanowitsch Konew (Oktober 1941 bis August 1942)
- Generalleutnant Maxim Alexejewitsch Purkajew (August 1942 bis April 1943)
- Generaloberst Andrei Iwanowitsch Jerjomenko (April–Oktober 1943)
- Korpskommissar D. S. Leonow (Mitglied des Militärrats, Oktober 1941 bis Oktober 1943)
- Generalmajor I. I. Iwanow (Chef des Stabes, Oktober–November 1941)
- Generalmajor Je. P. Schurawljow (Chef des Stabes, November 1941)
- Oberst A. A. Kaznelson (Chef des Stabes, November–Dezember 1941)
- Generalmajor Matwei Wassiljewitsch Sacharow (Chef des Stabes, Januar 1942 bis April 1943)
- Generalleutnant Wladimir Wassiljewitsch Kurassow (Chef des Stabes, April–Oktober 1943)

### 1. Baltische Front
- Armeegeneral Andrei Iwanowitsch Jerjomenko (Oktober–November 1943)
- Armeegeneral Howhannes Baghramjan (November 1943 bis Februar 1945)
- Generalleutnant D.S. Leonow (Mitglied des Militärrats, Oktober 1943 bis November 1944)
- Generalleutnant M.W. Rudakow (Mitglied des Militärrats, 1944 bis Februar 1945)
- Generalleutnant W.W. Kurasow (Chef des Stabes, Oktober 1943 bis Februar 1945)

### Gliederung 1944
Frontkommandeur: Armeegeneral Howhannes Baghramjan
- 4. Stoßarmee (Generalleutnant P.F. Malyschew)
  - 83. Schützenkorps (Generalmajor N. L. Soldatow) – 4 Schützendivisionen
  - 14. Schützenkorps (Generalmajor Artjuschenko) – 3 Schützendivisionen
- 6. Gardearmee (Generalleutnant I.M. Tschistjakow)
  - 2. Gardeschützenkorps (Generalleutnant A.S. Ksenofontow) – 3 Schützendivisionen
  - 22. Gardeschützenkorps (Generalmajor A.I. Rutschkin) – 3 Schützendivisionen
  - 23. Gardeschützenkorps (Generalleutnant A.N. Jermakow) – 3 Schützendivisionen
  - 103. Schützenkorps (Generalmajor I. F. Fedjunkin) – 2 Schützendivisionen
  - 8. Kanonen-Artillerie-Division
  - 21. Durchbruchs-Artillerie-Division
- 43. Armee (Generalleutnant A.P. Bjeloborodow)
  - 1. Schützenkorps (Generalleutnant N. A. Wassiljew) – 2 Schützendivisionen
  - 60. Schützenkorps (Generalmajor A. S. Ljuchtikow) – 2 Schützendivisionen
  - 92. Schützenkorps (Generalleutnant N. B. Ibjanski) – 2 Schützendivisionen
  - 1. Panzerkorps (Generalleutnant W. W. Butkow) – 3 Panzerbrigaden
- 3. Luftarmee (Generalleutnant Nikolai F. Papiwin)
  - 11. Flieger-Korps (Generalmajor G. A. Iwanow) – 2 Flieger-Divisionen
  - 5 weitere Fliegerdivisionen